# Ганнас-Мілл (Джорджія)
Ганнас-Мілл (англ. Hannahs Mill) — переписна місцевість (CDP) в США, в окрузі Апсон штату Джорджія. Населення — 3121 особа (2020).

## Географія
Ганнас-Мілл розташований за координатами 32°56′23″ пн. ш. 84°20′23″ зх. д. / 32.93972° пн. ш. 84.33972° зх. д. (32.939727, -84.339782).  За даними Бюро перепису населення США в 2010 році переписна місцевість мала площу 11,30 км², з яких 11,21 км² — суходіл та 0,09 км² — водойми.

## Демографія
Згідно з переписом 2010 року, у переписній місцевості мешкало 3298 осіб у 1228 домогосподарствах у складі 886 родин. Густота населення становила 292 особи/км².  Було 1370 помешкань (121/км²).
Расовий склад населення:
| - 85,8 % — білих - 10,4 % — чорних або афроамериканців - 0,7 % — азіатів - 0,2 % — корінних американців - 0,1 % — вихідців з тихоокеанських островів - 1,3 % — осіб інших рас |

До двох чи більше рас належало 1,5 %. Частка іспаномовних становила 2,9 % від усіх жителів.
За віковим діапазоном населення розподілялося таким чином: 21,5 % — особи молодші 18 років, 62,5 % — особи у віці 18—64 років, 16,0 % — особи у віці 65 років та старші. Медіана віку мешканця становила 39,1 року. На 100 осіб жіночої статі у переписній місцевості припадало 106,1 чоловіків;  на 100 жінок у віці від 18 років та старших — 105,3 чоловіків також старших 18 років.
Середній дохід на одне домашнє господарство  становив 41 191 долар США (медіана — 34 167), а середній дохід на одну сім'ю — 44 957 доларів (медіана — 37 875). Медіана доходів становила 30 909 доларів для чоловіків та 21 889 доларів для жінок. За межею бідності перебувало 31,3 % осіб, у тому числі 48,5 % дітей у віці до 18 років та 10,6 % осіб у віці 65 років та старших.
Цивільне працевлаштоване населення становило 1263 особи. Основні галузі зайнятості: освіта, охорона здоров'я та соціальна допомога — 24,1 %, роздрібна торгівля — 14,9 %, виробництво — 10,9 %, науковці, спеціалісти, менеджери — 10,8 %.